# Colombo (Paraná)
Colombo is een gemeente in de Braziliaanse deelstaat Paraná. De gemeente telt  237.402 inwoners (schatting 2017).

## Aangrenzende gemeenten
De gemeente grenst aan Almirante Tamandaré, Bocaiuva do Sul, Campina Grande do Sul, Curitiba, Pinhais, Quatro Barras en Rio Branco do Sul.